# Estádio de La Cerámica
O Estádio de la Cerámica, anteriormente conhecido como El Madrigal, é um estádio de futebol localizado na cidade de Vila-real, Espanha. É propriedade municipal e nele são realizadas partidas com mando do Villarreal Club de Fútbol. O estádio foi construído em 1923 e tem capacidade para 23.500 pessoas.

## História
Em 17 de junho de 1923, o estádio foi inaugurado com o nome de Campo del Villarreal. Em 1925, o estádio passou a se chamar El Madrigal. Desde sua inauguração, o estádio foi usado como casa do Villarreal, que foi fundado no mesmo ano.
Em 8 de janeiro de 2017, foi anunciado que o estádio, então conhecido como El Madrigal, passaria a se chamar Estádio de la Cerámica.
Em 2022, o estádio foi amplamente remodelado de acordo com o projeto da Idom, que envolveu seu fechamento completo, com a construção de uma nova arquibancada na esquina entre Preferencia e Fondo Sur, novos telhados, a melhoria dos espaços internos e a renovação da iluminação, dos assentos e dos placares de vídeo.